# Aqüeducte d'Eifel

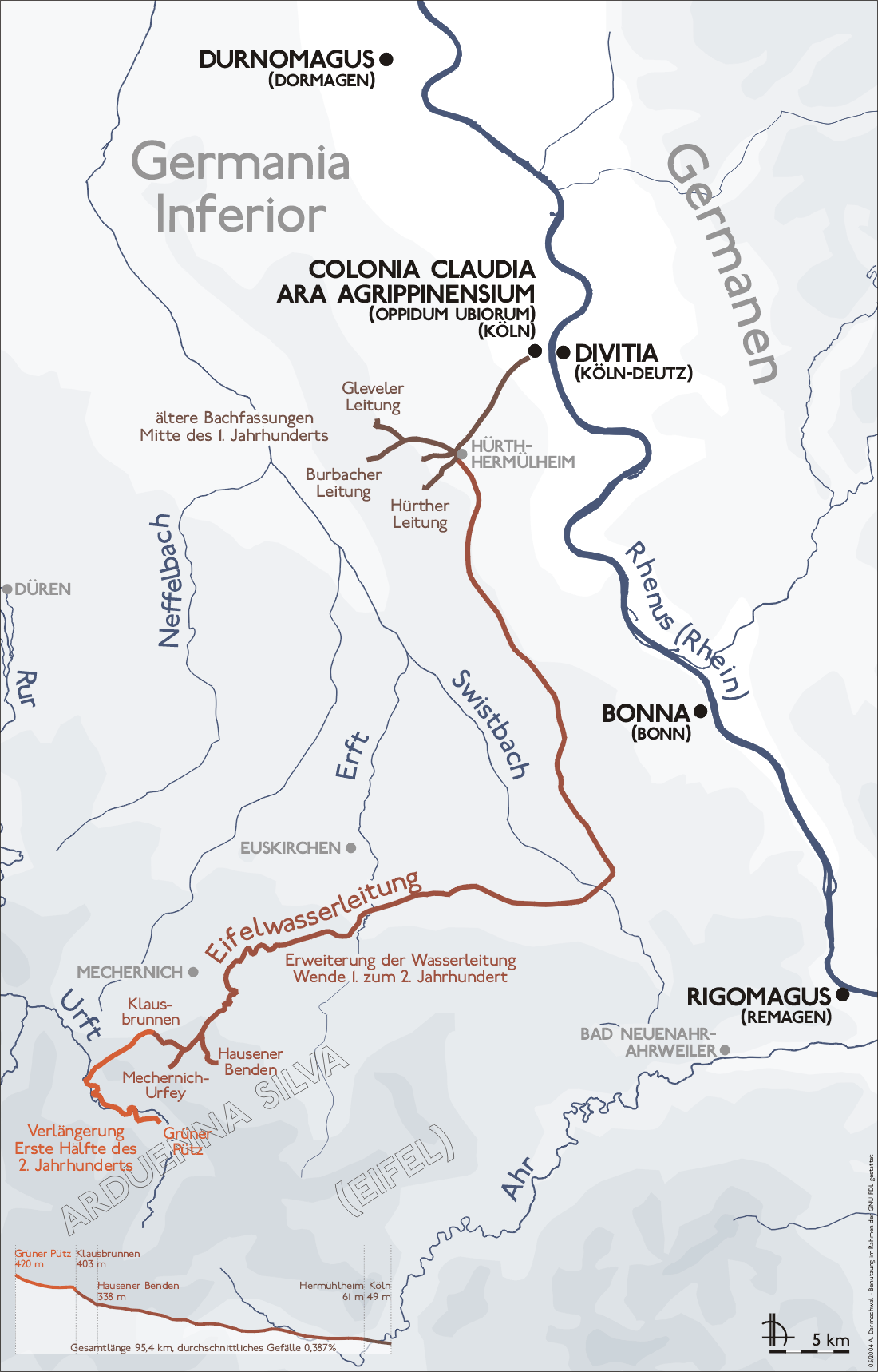
Recorregut de l'aqüeducte d'Eifel, amb el seu pendent mitjà.

L'aqüeducte d'Eifel va ser un dels aqüeductes més llargs de l'Imperi romà, que demostra la gran perícia dels enginyers de l'època, els assoliments tècnics de la qual es van perdre en gran part d'Europa en l'Edat Mitjana.
Construït l'any 80, l'aqüeducte transportava aigua uns 95 km des de l'accidentada regió d'Eifel, a la qual deu el seu nom, en el que avui és Alemanya, fins a l'antiga ciutat de Colònia Claudia Llaura Agrippinensium (actual Colònia). Si s'inclouen els brancs auxiliars per a les deus addicionals, la seva longitud era de 130 km. La construcció era gairebé completament subterrània, i l'aigua discorria per gravetat. Va ser necessari fer uns quants ponts, incloent un de 1400 m de longitud, per travessar les valls. A diferència d'altres aqüeductes romans famosos, el d'Eifel va ser expressament dissenyat per minimitzar el seu traçat en superfície, protegint-lo així de danys i congelacions.

## Història

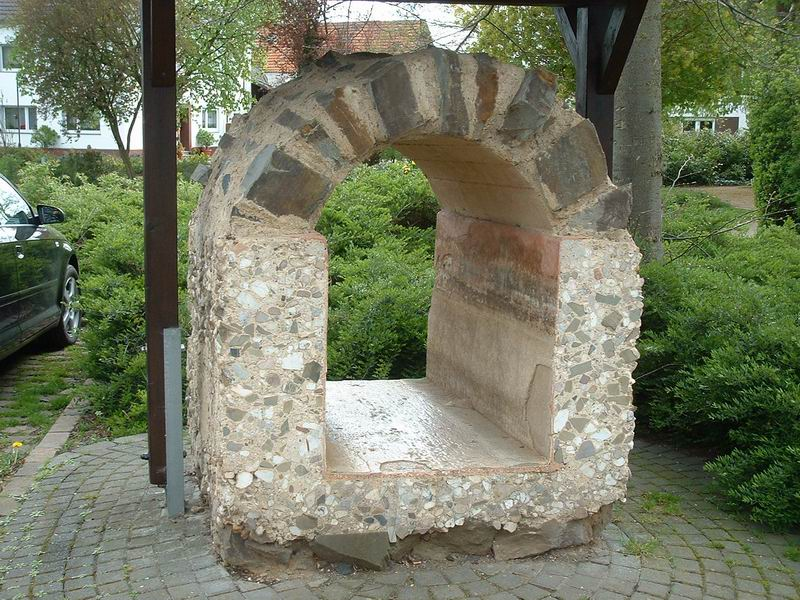
A Buschhoven, prop de Bonn, es conserva una petita secció de l'aqüeducte.

Abans de la construcció de l'aqüeducte d'Eifel, Colònia obtenia l'aigua de l'aqüeducte de Vorgebirge, que tenia la seva font en les deus i rierols de la regió de Ville, a l'oest de la ciutat. A mesura que aquesta creixia, l'aqüeducte va resultar incapaç de subministrar l'aigua de qualitat a bastament: les deus contenien una petita quantitat de llot a l'estiu, i de vegades fins i tot s'assecaven. Es va construir un nou aqüeducte per portar aigua des de les fonts d'Eifel a la ciutat.
L'aqüeducte d'Eifel va ser construït a la part nord de la regió. La construcció és de formigó amb pedres formant una coberta en arc. Tenia una capacitat màxima d'aproximadament 20 000 m³ d'aigua potable diaris. L'aqüeducte proporcionava aigua per a les fonts, les termes i les cases privades de Colònia Claudia Llaura Agrippinensium. Va estar en ús fins a aproximadament l'any 260, quan la ciutat va ser saquejada per primera vegada per les tribus germàniques. Després d'aquesta data mai va tornar a funcionar, obtenint la ciutat la seva aigua del vell aqüeducte Vorgebirge.

### L'aqüeducte com a pedrera

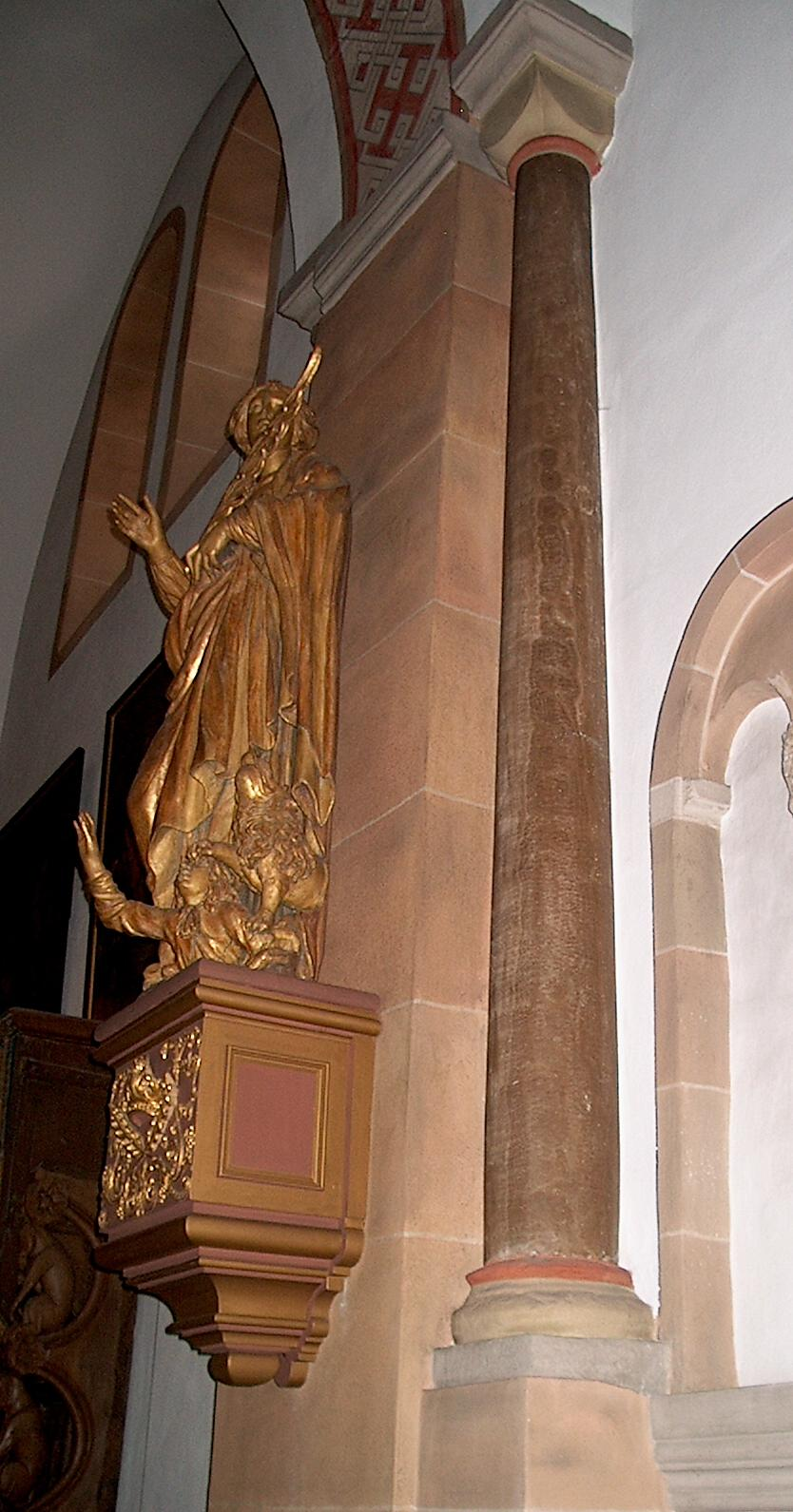
Aquesta columna de l'església dels Sants Crisanto i Daria de Bad Münstereifel es va elaborar a partir de dipòsits de calcària de l'aqüeducte, anomenats «marbre d'Eifel».

L'aqüeducte d'Eifel va ser destruït per les tribus germàniques l'any 260 durant un atac a Colònia i mai va tornar a funcionar, a pesar que la ciutat va seguir existint. En el transcurs de la migració de les diverses tribus per la regió, la tecnologia dels aqüeductes va caure en el desús i l'oblit. L'aqüeducte complet va romandre enterrat durant uns 500 anys, fins que els carolingis van emprendre noves construccions a la vall del Rin. Com aquesta regió comptava amb relativament poca pedra d'origen natural, l'aqüeducte es va convertir en el lloc perfecte per obtenir materials de construcció. Per exemple, es van usar seccions del mateix per construir les muralles al voltant de Rheinbach. Algunes d'aquestes seccions conserven intacta l'escaiola usada per segellar l'aqüeducte. D'aquesta forma totes les seccions descobertes, a més de bona part de la construcció subterrània, van ser desmantellades i reutilitzades en construccions medievals.
Especialment desitjables com a material de construcció eren les acrecions calcàries de l'interior de l'aqüeducte. Durant el període en què funcionava, moltes seccions de l'aqüeducte havien acumulat una capa de fins a 20 cm de grossor. Aquest material tenia una consistència semblant al marbre castany i era fàcilment recuperable de l'aqüeducte. Després de polir-se mostrava vetes, i podia usar-se també com a panells de pedra si es tallava apropiadament. Aquesta pedra artificial, coneguda com a «marbre d'Eifel», es va utilitzar a tota la vall del Rin i va ser molt popular per a columnes, marcs de finestres i fins i tot altars, si bé es troba en llocs tan llunyans d'est com Paderborn i Hildesheim, en les catedrals del qual va ser empleada. La catedral danesa de Roskilde és la ubicació més al nord en la qual es va usar, concretament per a diverses làpides.
Una llegenda medieval sostenia que l'aqüeducte era un passatge subterrani des de Trèveris fins a Colònia. Segons aquesta llegenda, el diable havia apostat amb l'arquitecte de la catedral de Colònia que podria construir aquest túnel abans que la catedral acabés d'erigir-se. L'arquitecte va acceptar l'aposta i va posar als homes a treballar amb gran afany. Un dia, els obrers van irrompre en l'aqüeducte, on van poder veure aigua fluint. Es diu que el riure del diable va portar a l'arquitecte a suïcidar-se saltant des de la torre de la catedral a mig acabar. Pel que sembla, la mort de l'arquitecte (i no la falta de fons) va ser la causa que la construcció es retardés durant segles.
Alguns textos medievals sobre l'aqüeducte deixen veure que s'havia oblidat completament la destinació original del mateix. Alguns diuen que portava vi i no aigua a la ciutat, com, per exemple, el Gesta Treverorum de Matern, bisbe de Colònia (segle IV) i l'Himne a Sant Anón del segle xi.

### Llegat
La recerca arqueològica sobre l'aqüeducte d'Eifel va començar al segle XIX. C. A. Eick va ser el descobridor en 1867 de la deu més a l'est de Colònia, el Grüner Pütz prop de Nettersheim. L'estudi sistemàtic de l'aqüeducte va ser realitzat entre 1940 i 1970 per Waldemar Haberey. El llibre que va publicar en 1971 segueix sent una guia apropiada per seguir el curs de la construcció. En 1980 l'arqueòleg Klaus Grewe va traçar un plànol complet del curs de l'aqüeducte, superposant-ho al plànol topogràfic oficial alemany. El seu Atles der römischen Wasserleitungen nach Köln (Atles dels aqüeductes romans a Colònia) és una obra de consulta tipus per als investigadors de l'arquitectura romana.
L'aqüeducte d'Eifel és un jaciment arqueològic molt important i valuós, especialment per a l'estudi de l'agrimensura romana, la seva capacitat organitzativa i els seus coneixements d'enginyeria. També és un símbol commovedor de la pèrdua del saber tecnològic durant el declivi de les civilitzacions que va tenir lloc entre l'Edat Mitjana i la moderna, en el qual no es va trobar millor ús per a l'aqüeducte que el de servir com a pedrera. El nivell de la tecnologia romana en aquesta zona no es va recuperar fins als segles XIX i XX.

## Recorregut
L'aqüeducte començava en una font a la zona de Nettersheim, a la vall del riu Urft. Des d'aquí anava per la vall fins a Kall, on havia de traslladar la divisòria de les conques del Mosel·la i el Rin. Els enginyers romans van triar aquest punt perquè allí podien superar la divisòria sense recórrer a un túnel o una bomba. L'aqüeducte discorria llavors paral·lel a la muntanya Eifel, al nord, creuant el riu Erft prop de Kreuzweingarten (en el districte de Euskirchen) i el rierol Swist amb un pont en arc. En Kottenforst, al nord-oest de Bonn, travessava les muntanyes Vorgebirge. Finalment, creuava Brühl i Hürth abans d'arribar a Colònia. Altres deus de la regió que complien amb els requisits romans quant a qualitat i cabal també van ser equipats amb aqüeductes que desembocaven en el principal.

## Aspectes arquitectònics

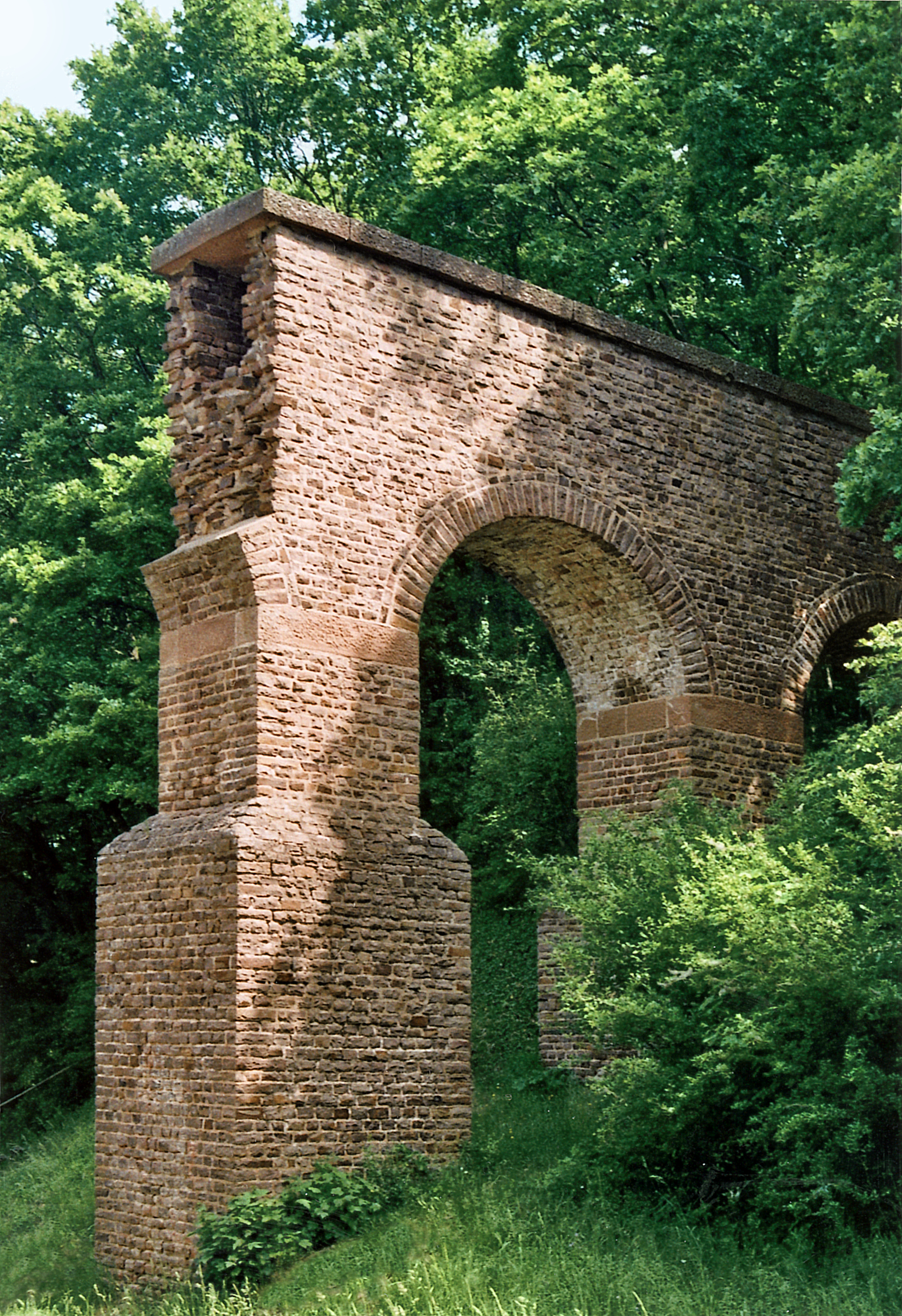
Aqüeducte reconstruït prop de Mechernich-Vussem.

Per protegir-ho contra les gelades, la major part de l'aqüeducte discorria a un 1 m per sota de la superfície. Les excavacions arqueològiques demostren que, en el seu nivell més baix, els enginyers romans havien disposat una capa de pedres soltes. Sobre aquesta base, van edificar un canal de formigó o pedra amb forma d'O per a l'aigua i, sobre aquest, van usar pedres tallades i morter per construir un arc protector.
Per al treball en formigó i l'arc, els enginyers van utilitzar cimbras per formar la volta. Les impressions de les vetes de la fusta romanen en el formigó 2000 anys després de la seva construcció. L'aqüeducte tenia una amplària interior de 70 cm i una altura de 1 m, de manera que un treballador pogués entrar en el conducte quan anés necessari. L'exterior de l'aqüeducte va ser enguixat per impedir l'entrada d'aigües brutes. En diversos llocs es va construir un sistema de drenatge al llarg de l'aqüeducte per evacuar l'aigua del terreny. Els rierons creuaven l'aqüeducte mitjançant puentecillos: un, molt prop de la font, encara està ben conservat.
L'interior de l'aqüeducte va ser impermeabilitzat amb una mescla vermellosa anomenada opus signinum, formada per calç i maons picats. Aquest material s'enduria amb l'aigua, preveient fugides a l'exterior. Les esquerdes petites van ser segellades amb cendra vegetal, escampada sobre elles la primera vegada que l'aqüeducte es va posar en funcionament.

## Construccions de fonts romanes
En diverses deus de la regió es van realitzar construccions per portar-los cap a l'aqüeducte. La primera està a l'origen, Grüner Pütz prop de Nettersheim. La més estudiada és la ‘font Klaus' en Mechernich. Aquest jaciment ha estat reconstruït i conservat arqueològicament. Les construccions en les diverses deus es van dissenyar per encaixar amb les característiques de la zona i complirien amb requisits tècnics actualment en vigor.

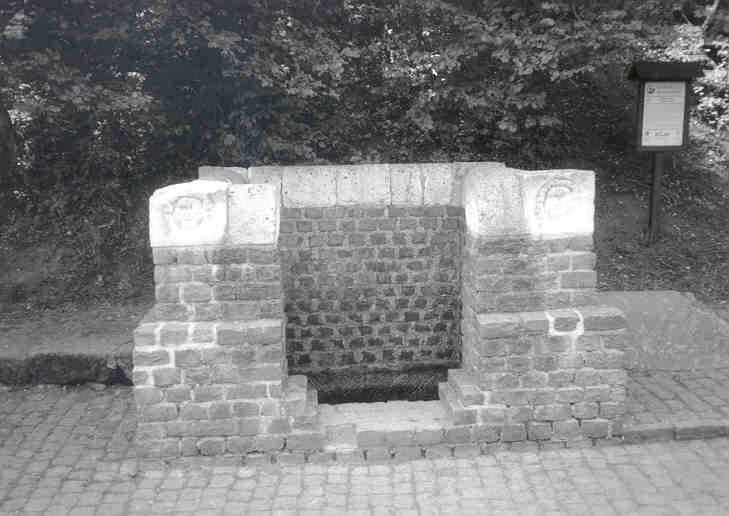
La font en Grüner Pütz està assenyalada amb un pou romà.

Hi havia quatre zones principals de manantials:
- Grüner Pütz (‘pou verd’) prop de Nettersheim
- Klausbrunnen (‘font de Nicolás') prop de Mechernich
- Una regió de fonts en Mechernich-Urfey
- El Hausener Benden en Mechernich-Eiserfey.

La regió de deus Hausener Benden, propera també a Mechernich, és interessant perquè va ser descoberta bastant tarda, retardant-se la seva posada en ús. En 1938, mentre buscaven una font d'aigua potable per Mechernich, els treballadors van trobar l'origen d'alimentació de l'aqüeducte partint d'aquesta regió. L'aigua de la línia va ser connectada directament a la xarxa de proveïment moderna. Per això, per evitar danyar la deu, no es van realitzar treballs arqueològics per a la construcció que envolta la font.

## Exigències romanes sobre la qualitat de l'aigua

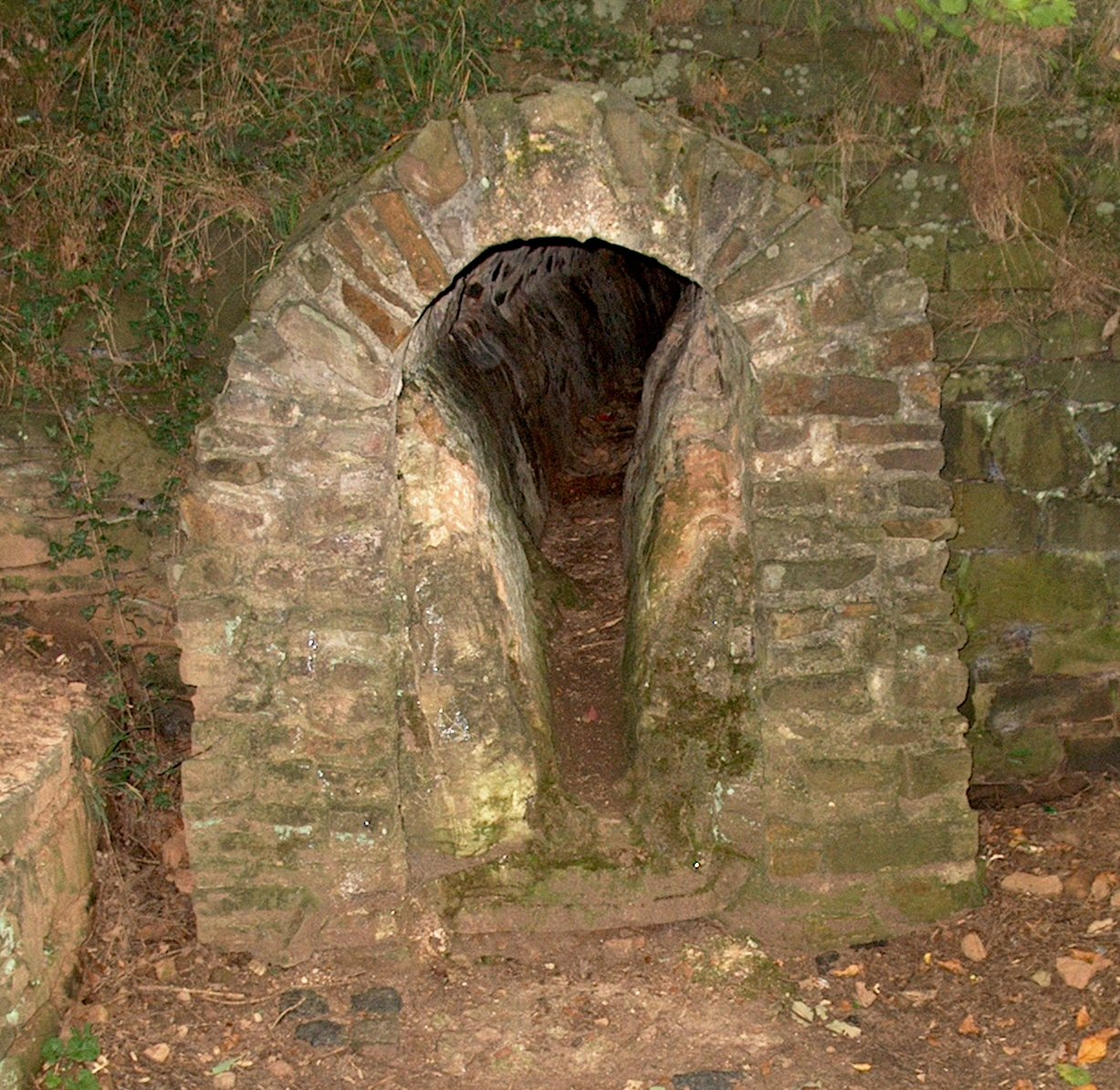
Aquesta porció de l'aqüeducte de Euskirchen Kreuzweingarten mostra l'acreció de tosca (carbonat càlcic) als costats del canal.

Els romans preferien l'aigua potable amb un baix contingut mineral, agradant-li el seu sabor més que el de l'aigua dura. L'arquitecte romà Vitruvi va descriure així el procés de comprovació d'una font d'aigua potable:
| « | Els deus d'aigua s'han d'examinar-i provar per anticipat de la manera següent. Si l'aigua discorre lliure i oberta, inspeccionar i observar el físic de la gent que viu als voltants abans de començar a conduir l'aigua, i si la seva constitució és forta, la seva complexió vigorosa, les seves cames sòlides i els seus ulls clars, les fonts mereixen una aprovació completa. Si és una font recentment excavada, la seva aigua serà excel·lent si pot ruixar en un got corinti o d'algun tipus fet de bon bronze sense deixar taca en ell. A més a més, si tal aigua es bull en una olla de bronze, es deixa reposar un temps i després s'aboca sense trobar sorra o fang al fons de l'olla, aquesta aigua així haurà provat la seva excel·lència. | » |

Vitruvi insistia: «Per punt hem de tenir molta cura i dedicar grans esforços en buscar fonts i seleccionar-les, sense perdre de vista la salut de la humanitat». Malgrat la seva duresa, l'aigua de l'aqüeducte d'Eifel era considerada entre les millors de l'Imperi.
Desafortunadament, l'aigua dura tendeix a produir dipòsits de carbonat càlcic, i en totes les zones de l'aqüeducte es troba avui una gruixuda capa de dipòsits semblants a calcàries de fins a 20 cm de grossor. Malgrat la reducció en la secció transversal de l'aqüeducte produïda per aquests dipòsits, aquest va seguir sent capaç de proveir la quantitat necessària per al proveïment de Colònia. En l'Edat Mitjana, aquesta capa de «marbre d'Eifel» procedent de l'aqüeducte es va tornar a emplear considerablement com a material de construcció.

## Seccions en superfície
Per diversos motius, l'aqüeducte d'Eifel té poques seccions en superfície, a diferència d'altres aqüeductes romans, com el Pont du Gard en el sud de França:
- El seu curs es va triar per evitar la necessitat de tals construccions.
- En construir-se sota terra, l'aqüeducte quedava protegit contra les gelades.
- En arribar a Colònia l'aigua tenia una temperatura agradable gràcies a les propietats aïllants del sòl.
- En cas de guerra, era més difícil danyar l'aqüeducte.

Malgrat això, hi ha uns pocs llocs en els quals van ser necessaris ponts o altres construccions. La més notable d'elles va ser un pont arquejat sobre el rierol Swist prop de Rheinbach, que tenia 1400 m de longitud i fins a 10 m d'altura. Els arqueòlegs calculen que el pont original tenia 295 arcs, cadascun de 3,56 m d'ample, però amb el pas del temps va quedar reduït a enderrocs.
Un pont arquejat més petit creuava una vall prop de Mechernich. Tenia uns 10 m d'alt i 70 de llarg. Les seves restes arqueològiques estaven prou ben conservats com per dur a terme una reconstrucció parcial per mostrar com hauria estat l'original.

## Construcció
La construcció d'un aqüeducte exigia molta capacitat i coneixements als enginyers romans. Ocasionalment es van sofrir problemes per la mala qualitat del treball en projectes de gran envergadura, com va testificar Sext Juli Frontí, oficial cap dels recursos aqüífers de la ciutat de Roma, qui va escriure:
| « | Cap construcció exigeix major cura en la seva construcció que la que va a contenir aigua. Per això cal supervisar tots els aspectes del seu projecte a consciència, procedint estrictament segons les normes, que tothom coneix, però només uns pocs segueixen realment. | » |

### Cost
Considerant la quantitat d'agrimensura, construcció subterrània i enrajolat necessari, una construcció d'aquesta grandària no podia construir-se d'una sola vegada. Per això, els enginyers van dividir la construcció total en zones separades. Gràcies a la recerca arqueològica han pogut determinar-se les fronteres d'aquestes zones de construcció. Per a l'aqüeducte d'Eifel, van anar de 15.000 peus romans de llarg (4400 m moderns). També s'ha pogut demostrar que l'agrimensura es va realitzar independentment de la construcció, la qual cosa actualment és la norma en els grans projectes de construcció.
Per a cada metre d'aqüeducte havien d'excavar-se aproximadament de 3 a 4 m³ de terra, al que seguien 1,5 m³ de formigó i maó, més 2,2 m³ de segellat amb escaiola. El cost complet en mà d'obra s'estima en uns 475 000 homes-dia, la qual cosa amb uns 180 dies possibles de construcció a l'any per les condicions meteorològiques faria que uns 2500 treballadors haguessin necessitat 16 mesos per finalitzar-ho. El temps real d'execució sembla que hauria d'haver estat encara major, atès que aquesta estimació òbvia els problemes de l'agrimensura i la producció dels materials de construcció.

Després de la construcció s'emplenaven les rases, s'aplanava la superfície i es construïa un camí de manteniment. Aquest camí també servia per delimitar les zones en les quals l'agricultura no estava permesa. Altres aqüeductes romans compten amb instal·lacions semblants. L'aqüeducte a Lió (França) va ser marcat amb la següent inscripció:
| « | Per ordre de l'emperador Hadrià ningú té permís per llaurar, sembrar o plantar dins l'espai assenyalat per a la protecció de l'aqüeducte | » |

### Agrimensura
Després de seleccionar una bona ubicació per a l'aqüeducte, era necessari garantir un pendent descendent constant en el seu curs. Usant dispositius semblats als nivells moderns, els enginyers romans van ser capaços de mantenir un pendent tan petit com el 0,1 %, és a dir, un metre de caiguda per cada quilòmetre d'aqüeducte. A més del pendent, era necessari que les diverses seccions de construcció poguessin ser unides, mentre se seguia mantenint un pendent descendent constant.
Els constructors romans de l'aqüeducte d'Eifel van fer un acurat ús del descens natural del terreny. Si la construcció d'un segment acabava massa alt per al següent, construïen un petit estany per calmar la caiguda de l'aigua.

### Formigonat
El formigó usat en l'aqüeducte d'Eifel va ser una combinació de calç, sorra, pedres i aigua. Es van usar taulers per construir una armadura sobre el qual es premsava el formigó. Les proves modernes de la qualitat del formigó demostren que supera els estàndards actuals. Aquest tipus de formigó particular es deia opus caementicium en llatí.

## Funcionament de l'aqüeducte

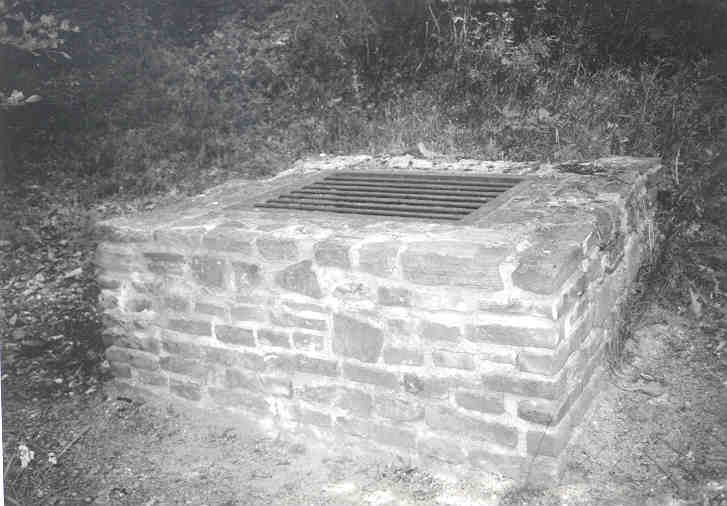
El personal de manteniment podia entrar al canal de l'aqüeducte a través de pous com aquest.

En els 180 anys d'ús de l'aqüeducte, des del 80 al 260, aquest va requerir un constant manteniment, millora, neteja i eliminació de les acrecions de calcària. El manteniment es veia afavorit per pous de manteniment regular, a través dels quals un treballador podia baixar fins a l'aqüeducte. Es van construir pous de manteniment addicionals en els llocs de reparació i en els límits entre segments de construcció. Hi havia també estanys oberts en punts en els quals diverses deus s'unien, de manera que el personal de manteniment podia mantenir vigilades les zones problemàtiques.

## Distribució de l'aigua en l'antiga Colònia
Per als últims quilòmetres abans de l'antiga ciutat, l'aqüeducte abandonava el seu traçat subterrani i es recolzava en un pont d'aproximadament 10 m d'alt. Aquesta construcció permetia que l'aigua fos distribuïda a les zones més altes de la ciutat mitjançant canonades a pressió. Les canonades de l'època es fabricaven de plom corbat fins a formar un anell, que bé se soldava o s'unia amb pestanyes per connectar les diferents seccions de tub. Els romans usaven accessoris de bronze com a claus de pas.
L'aigua abastia primer a les diverses fonts públiques de la ciutat, que sempre estaven funcionant. La xarxa de fonts era tan densa que cap resident havia de desplaçar-se més de 50 m per aconseguir aigua. També s'assortia d'aigua a diverses termes públiques i llars privades, així com banys públics. L'aigua usada es recollia en una xarxa de canals subterranis i era conduïda al Rin. Una secció del sistema de clavegueram romà està oberta per a visites turístiques al carrer Budengasse de Colònia.

## Turisme
La Römerkanal-Wanderweg (‘ruta senderista de l'aqüeducte de Eifel’) recorre uns 100 km al llarg del traçat de l'aqüeducte des de Nettersheim fins a Colònia. Els enllaços amb el transport públic són bons, permetent que la ruta es faci en diverses etapes. També pot usar-se com a ruta ciclista. Hi ha aproximadament 75 llocs informatius al llarg del camí, proporcionant una excel·lent visió de l'aqüeducte.